# WWE Anthology
WWE Anthology è un album della WWE e consiste di 3 CD: The Federation Years, The Attitude Era e Now!, per un totale di 86 tracce.

## Tracce

### The Federation Years
| Traccia | Titolo                                                                        | Wrestler/PPV                                                        | Durata |
| ------- | ----------------------------------------------------------------------------- | ------------------------------------------------------------------- | ------ |
| 1       | World Wrestling Federation Signature                                          | WWF                                                                 | 0:08   |
| 2       | Real American (Eseguita da Rick Derringer)                                    | Hulk Hogan                                                          | 2:58   |
| 3       | Hitman (Composta da Jim Johnston, Jimmy Hart e J.J. Maguire)                  | Bret Hart                                                           | 2:00   |
| 4       | Walkabout                                                                     | The Bushwhackers                                                    | 2:02   |
| 5       | Together                                                                      | Nel matrimonio di Randy Savage e Miss Elizabeth a SummerSlam (1991) | 3:32   |
| 6       | It's All About The Money (Composta ed eseguita da Jimmy Hart e J.J. Maguire)  | Ted DiBiase                                                         | 1:48   |
| 7       | Snake Bit                                                                     | Jake "The Snake" Roberts                                            | 2:09   |
| 8       | Bad Boy                                                                       | Razor Ramon                                                         | 1:58   |
| 9       | No Holds Barred (Eseguita da John Joyce)                                      | Senza esclusione di colpi                                           | 3:42   |
| 10      | Unstable                                                                      | The Ultimate Warrior                                                | 1:43   |
| 11      | I Love You                                                                    | Brother Love                                                        | 2:02   |
| 12      | Cool Cocky Bad (Eseguita da The Honky Tonk Man)                               | The Honky Tonk Man                                                  | 2:10   |
| 13      | One Two Three                                                                 | 1-2-3 Kid                                                           | 1:38   |
| 14      | Sweet Lovin' Arms                                                             | Bertha Faye                                                         | 3:11   |
| 15      | Can't Get Enough                                                              | Flash Funk                                                          | 2:01   |
| 16      | I Know You Want Me                                                            | Sunny                                                               | 2:03   |
| 17      | I'll Be Your Hero                                                             | Lex Express                                                         | 4:30   |
| 18      | Sexy Boy (Eseguita da Shawn Michaels) (Composta da Jimmy Hart e J.J. Maguire) | Shawn Michaels                                                      | 2:50   |
| 19      | Los Boricuas                                                                  | Los Boricuas                                                        | 1:57   |
| 20      | Schizophrenic                                                                 | Mankind                                                             | 1:44   |
| 21      | Smokin                                                                        | Smokin' Gunns                                                       | 2:17   |
| 22      | Sumo                                                                          | Yokozuna                                                            | 2:08   |
| 23      | Snapped                                                                       | Sycho Sid                                                           | 2:06   |
| 24      | Tell Me A Lie                                                                 | Nell'addio di Shawn Michaels                                        | 3:02   |
| 25      | Enough is Enough                                                              | Owen Hart                                                           | 2:02   |
| 26      | With My Baby Tonight                                                          | Road Dogg                                                           | 3:50   |
| 27      | Wild Cat                                                                      | Sable                                                               | 1:58   |
| 28      | You Start The Fire                                                            | Nel tributo a Bret Hart                                             | 3:09   |
| 29      | Diesel Blues                                                                  | Diesel                                                              | 2:21   |
| 30      | Dude's Shack                                                                  | Dude Love                                                           | 2:20   |
| 31      | Power                                                                         | Nation of Domination                                                | 1:38   |
| 32      | Corporate Ministry (Eseguita da Peter Bursuker)                               | Corporate Ministry                                                  | 3:55   |
| 33      | The Dudester                                                                  | Dude Love                                                           | 1:53   |

### The Attitude Era
| Traccia | Titolo                                                                   | Wrestler/PPV            | Durata |
| ------- | ------------------------------------------------------------------------ | ----------------------- | ------ |
| 1       | Attitude Signature                                                       | WWF                     | 0:14   |
| 2       | Break It Down (Eseguita dalla DX Band)                                   | D-Generation X          | 2:50   |
| 3       | I Won't Do What You Tell Me                                              | Stone Cold Steve Austin | 3:02   |
| 4       | Ass Man                                                                  | Billy Gunn              | 2:28   |
| 5       | Brawl for All                                                            | Brawl for All           | 1:16   |
| 6       | Gold-Lust                                                                | Goldust                 | 2:35   |
| 7       | California                                                               | WrestleMania 2000       | 2:22   |
| 8       | Who I Am                                                                 | Chyna                   | 1:58   |
| 9       | The Real Deal                                                            | D'Lo Brown              | 2:00   |
| 10      | Deadly Game                                                              | Survivor Series 1998    | 3:34   |
| 11      | The Ultimate                                                             | Ken Shamrock            | 2:15   |
| 12      | You Think You Know Me                                                    | Edge                    | 2:23   |
| 13      | Blood                                                                    | Gangrel                 | 2:07   |
| 14      | The Ho Train                                                             | The Godfather           | 2:23   |
| 15      | Fist (Eseguita dalla DX Band)                                            | Mike Tyson              | 2:23   |
| 16      | Oh You Didn't Know?                                                      | New Age Outlaws         | 2:07   |
| 17      | Burned                                                                   | Kane                    | 2:33   |
| 18      | Hello Ladies                                                             | Val Venis               | 2:27   |
| 19      | Real Man's Man                                                           | William Regal           | 1:30   |
| 20      | I Don't Suck                                                             | Kurt Angle              | 2:23   |
| 21      | Latino Heat                                                              | Eddie Guerrero          | 1:46   |
| 22      | It Just Feels Right                                                      | Lita                    | 1:47   |
| 23      | Sexual Chocolate (Eseguita da Stevan Swann)                              | Mark Henry              | 2:29   |
| 24      | No Chance in Hell (Eseguita da Peter Busuker) (Composta da Jim Johnston) | Vince McMahon           | 2:00   |
| 25      | Oh Hell Yeah (Eseguita da H-Blockx)                                      | Stone Cold Steve Austin | 2:15   |
| 26      | If You Smell...                                                          | The Rock                | 2:55   |
| 27      | Bad Man                                                                  | Rikishi                 | 2:05   |
| 28      | Bangin' It                                                               | Scotty 2 Hotty          | 2:08   |
| 29      | 13                                                                       | Tazz                    | 2:17   |
| 30      | We're Coming Down                                                        | Dudley Boyz             | 2:35   |
| 31      | My time (Eseguita dalla DX Band)                                         | Triple H                | 3:06   |
| 32      | Rabid                                                                    | Chris Benoit            | 1:58   |
| 33      | How Do You Like Me Now?                                                  | Hardcore Holly          | 1:58   |
| 34      | Dark Side                                                                | The Undertaker          | 3:48   |
| 35      | Break the Walls Down (Eseguita da Adam Moneroff)                         | Chris Jericho           | 2:03   |

### Now!
| Traccia | Titolo                                                | Wrestler/PPV      | Durata |
| ------- | ----------------------------------------------------- | ----------------- | ------ |
| 1       | WWE Signature                                         | WWE               | 0:19   |
| 2       | Next Big Thing                                        | Brock Lesnar      | 2:33   |
| 3       | Dead Man                                              | The Undertaker    | 3:12   |
| 4       | At Last                                               | Christian         | 3:05   |
| 5       | I'm Back (Eseguita da Ted Nigro)                      | Eric Bischoff     | 3:22   |
| 6       | Eyes of Righteousness                                 | Reverend D-Von    | 3:40   |
| 7       | Fight                                                 | SummerSlam 2002   | 3:15   |
| 8       | (619) (Eseguita da Chris Classic)                     | Rey Mysterio      | 2:51   |
| 9       | Time to Rock & Roll (Eseguita da Lil' Kim)            | Trish Stratus     | 3:19   |
| 10      | Eye of the Hurricane                                  | The Hurricane     | 2:51   |
| 11      | King of My World (Eseguita da Saliva)                 | Chris Jericho     | 3:57   |
| 12      | All Grown Up (Eseguita da Jacki-O)                    | Stephanie McMahon | 2:56   |
| 13      | Need a Little Time (Eseguita da Lilian Garcia)        | Torrie Wilson     | 3:11   |
| 14      | The Game                                              | Triple H          | 3:06   |
| 15      | You're Gonna Pay (Eseguita dai Brand New Sin)         | The Undertaker    | 3:20   |
| 16      | You Look So Good to Me                                | Billy & Chuck     | 2:53   |
| 17      | The End                                               | Armageddon        | 1:39   |
| 18      | Here Comes the Money (Eseguita dai Naughty by Nature) | Shane McMahon     | 2:52   |